# Сташевський Євген Дмитрович
Євге́н Дми́трович Сташе́вський (* 1884 — † 1938) — український історик, економіст. Доктор історичних наук (1919). Професор (1914).

## Біографічні відомості
Родом із Зінькова на східному Поділлі. 1908 року закінчив юридичний і історико-філологічний факультети Київського університету. Згодом його професор (також Комерційного інституту і Вищих жіночих курсів у Києві). По революції з 1921 по кінець 1922 р. викладав історичні дисципліни у Кам'янець-Подільському Інституті народної освіти. З його ініціативи у 1922 р у місті було створено науково-дослідну кафедру при ІНО. У 1924—1933 роках — директор Всеукраїнського сільськогосподарського музею в Києві. У 1936—1937 роках — співробітник Інституту історії України АН УРСР.
Заарештований 1938 року, загинув у в'язниці.
В передмові до посмертного видання книги «История докапиталистической ренты на Правобережной Украине в XVIII — первой половине XIX вв.» біографія подана в іншому вигляді: народився в 1884 р. в Тулі в сім'ї адвоката. Закінчив з золотою медаллю гімназію в Тулі, поступив в Київський університет на історико-філологічний факультет, де почав займатись науковою діяльністю під керівництвом професора М. В. Довнар-Запольського. Після закінчення університету був залишений при кафедрі історії для підготовки до професорського звання.
В 1913 р. Сташевський отримав ступінь магістра російської історії в Київському університеті і був професором Київського університету, Київських Вищих жіночих курсів та Київського комерційного інституту. В своїй науковій діяльності приділяв велику увагу економічному розвитку Росії та України.
В 1920 р. Є. Д. Сташевському було присвоєна ступінь доктора російської історії.
В 1924 р. організовує Київський краєвий сільськогосподарський музей, директором якого він був до 1933 р., та постійну сільськогосподарську промислово-виробничу виставку. З 1934 р. Сташевський старший науковий співробітний Інституту історії АН Української СРСР.

## Праці

Сташевський Є. Д

Праці з політичної історії Росії 17 століття («Очерки по истории царствования Михайла Федоровича», 1913; «Смоленская война 1632—1634», 1919) й економічної історії України 18—19 століть («Сільсько-господарський ринок Правобережної України за передреформної доби», 1929; «История докапиталистической ренты на Правобережной Украине в XVIII — первой половине XIX вв.»; не закінчена, опублікована посмертно — 1968).